# 涉水龙属
涉水龙属（学名：Vadasaurus）是一类与海生的腹躯龙科密切相关的已灭绝喙头目爬行动物。尽管该属不像高度适应海栖生活的腹躯龙科那样特化，但各种骨骼特征支持它具有半水生的生活方式。该属模式种赫尔佐格涉水龙（Vadasaurus herzogi）在2017年被描述并命名，它在德国的松霍芬的石灰岩岩层中被发现，其年代可追溯到晚侏罗纪，属名“Vadasaurus”源自“vadare”（拉丁语中意为“去”或“走出去”）和“saurus”（意为“蜥蜴”，尽管喙头目并不是蜥蜴）。“Vadare”是英语单词“wade”的词根，这是它被归为该属的原因，是指其被视为半水生爬行动物；种加名“herzogi”来自于巴伐利亚电影制片人沃那·赫尔佐格的姓。

## 描述
赫尔佐格涉水龙的正模标本是AMNH FARB 32768，这是一具保存完好但略微扁平的骨架，几乎是完整的。

### 头骨与牙齿

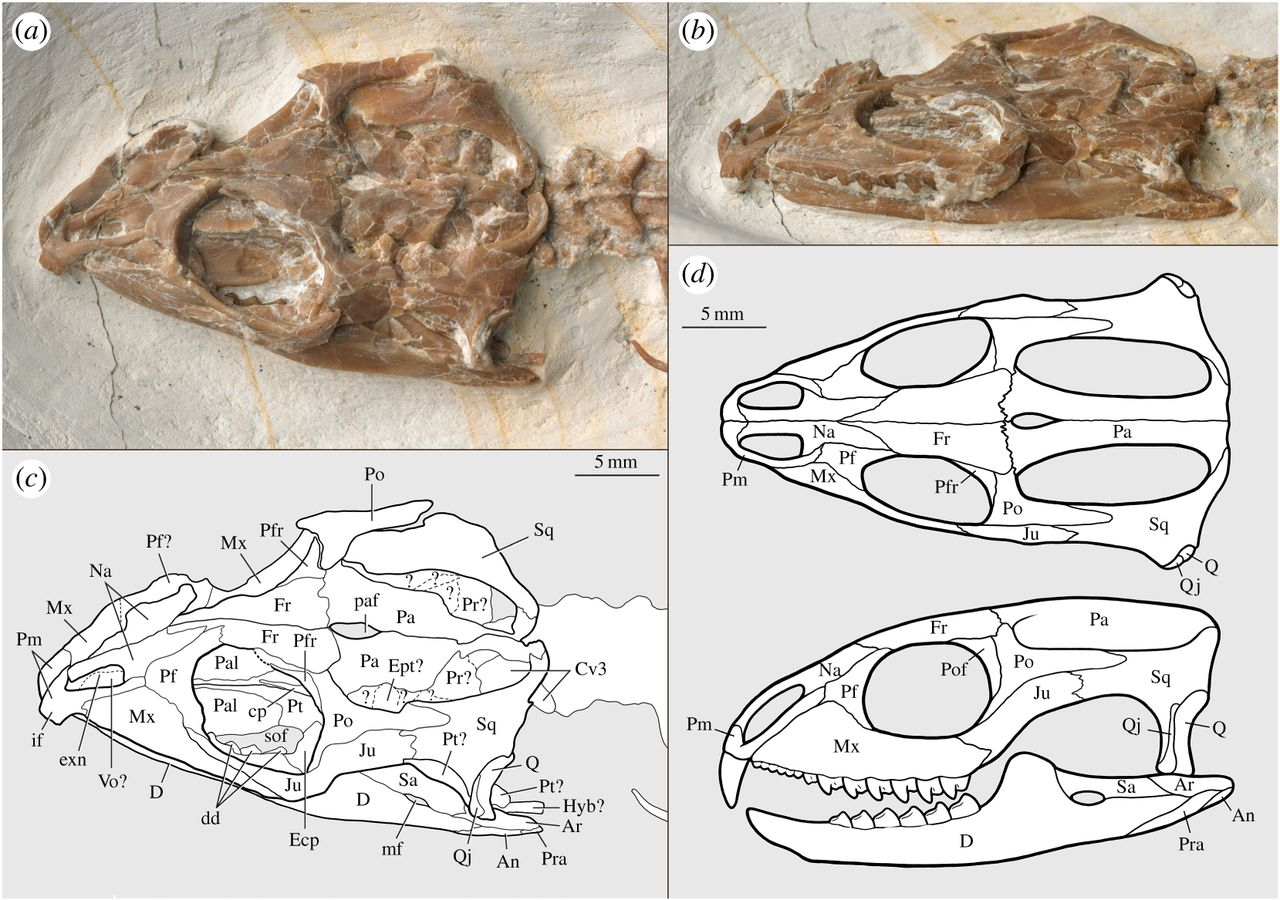
赫尔佐格涉水龙的头骨

眼前颅骨的部分很短，但后半部分很长，有较长的颞窗孔（颅骨后方的孔）。整体来说，头骨是三角形的。颅骨两侧的下颞骨窗孔非常大，约占整个颅骨长度的四分之一。前颌骨没有融合在一起，并且每个都有一个看似由三个融合的牙齿形成的大牙。前颌骨前部很短，但后部很长，不包括长鼻孔（鼻孔）的上颌骨。每个上颌都有大约13或14颗与骨融合的顶突牙齿（这是典型的钩喙头目特征）。前六到七颗牙齿很小且结构简单，但是后七个要大得多，也要复杂得多。这些牙齿朝向颅骨后部增大，并具有尖端和低的脊。
鼻子顶部的鼻骨很细，在鼻子的背面彼此分开，为额骨的三角形前边缘留出空间。头骨顶的骨头（额骨和顶骨）没有融合到它们各自的对上，并且顶骨在头骨顶部的上颞窗之间形成了矢状峰，顶孔（现代楔齿蜥属的“第三只眼”所在地）呈水滴状。头部侧面的眶后，颌骨和鳞状骨向上弯曲，形成上下颞骨窗孔之间的横条。颈静脉缺少形成下颞窗底部边缘的“颞下延伸”，使得孔从底部打开，就好像它是一个拱门。鳞片还形成了颞下窗下方颅骨的大部分，以及一个又高又瘦的方形骨和一个弯曲的四边形骨，可能支撑着鼓膜。
口腔顶部的骨头大部分被遮盖住了，但通过显微CT扫描标本可以部分显现出来。尽管无法确定此类牙齿的形式，但每个腭都拥有一排牙齿。 腭部本身被翼状肌长而细的前部隔开，后者似乎没有牙齿。
下颌比其他进步喙头目更浅，但不像腹躯龙属那么浅。它平滑弯曲，前端比下边缘高。下巴的前部没有牙齿，但后部有一排牙齿。每颗牙齿都有一个尖头，前面有一个长牙脊，后面是一个短牙脊。牙齿的外缘因与上颌牙齿接触而部分磨损。

### 脊柱、尾巴和肋骨

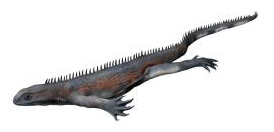
复原图

标本保留7个颈椎、16个背椎、2个髋椎和42个尾椎，这使得涉水龙属有一条很长的尾巴。椎骨顶部（尤其是宫颈骨）的神经棘短而呈矩形。椎骨侧面的前突和后突肿胀，使椎骨从上方呈沙漏状。每根肋骨的中部最薄。在身体的中部有一堆杂乱的骨头，可能是腹肋骨的残余和软骨性胸骨的组成部分。骶骨部分融合在一起。大多数尾椎骨有从侧面变平的渐细肋。最后几根尾椎骨很薄，结构非常简单。

### 四肢和骨盆
肱骨很短，但与其他喙头类相比，肱骨的比例相似。脚掌有五个趾，最长的是第四根趾，然后是三，二，五和一。跖骨的公式（从趾一开始描述每个趾的骨头数量）是？-3-4-5-3。每个趾末端都有一个弯曲的爪。与跖骨I相对应的掌骨的特征是更宽。
髂骨短，向后逐渐变细。耻骨上缘大而圆，后缘呈弓形，在耻骨和坐骨之间形成一个巨大的甲状腺窗。坐骨比耻骨大，有一个骨刺，可以连接到尾部肌肉。
股骨呈S形，但其结构（以及胫骨和腓骨的结构）的细节发育不良。距骨和踝骨未融合。跖骨I（第一足骨）短而宽，而跖骨II-IV则长得多。跖骨V更短更宽，外缘有钩。脚的指骨公式是2-3-4-5-4，每个脚趾都很长，末端是一个弯曲的爪，类似于手的爪。

## 分类
根据发表在其描述中的系统发育分析，赫尔佐格涉水龙被认为是腹躯龙科的近亲。由这个属和腹躯龙科组成的演化支本身与Kallimodon属和Sapheosaurus属有亲缘关系。尽管由于分析时所用的方法不同，喙头目的整体结构是可变的，但涉水龙属+腹躯龙科的分支似乎是整个序列中最受支持的部分之一。涉水龙属的发现有助于描述腹躯龙科的演化。虽然严格来说不是真正的腹躯龙科，但涉水龙仍然具有该科的一些特征，如长尾和鼻孔、宽阔的掌骨和跖骨，以及骨化程度比其他喙头目低的四肢。

## 古生态学
据信，涉水龙属至少是半水生的，生活方式也许类似于海鬣蜥。它有更厚更重的肋骨和胃，可能起到压舱的作用。虽然有大量的骨骼研究证据为涉水龙的正模标本在成年后死亡的说法提供了证据，但其前肢骨骼的骨骺并没有完全融合。这进一步证明了其半水生的生活方式，因为在水中度过大部分时间的动物没有像陆栖动物那样的在陆地上运动的力量。虽然陆生动物的四肢骨骼在发育过程中会加强强度，但半水生动物对骨骼强度加强的需要较少，而且随着世系变得更倾向于水生生活方式，肢体在发育过程中就变得不倾向于完全骨化。涉水龙属的前肢没有完全融合，是陆栖喙头目强壮的四肢和腹躯龙属瘦弱的四肢之间的中间形态。